# Pitkäluoto (ö i Norra Karelen, Pielisen Karjala)
Pitkäluoto är en ö i Finland. Den ligger i sjön Pielisjärvi och i sjön Pielisjärvi och i kommunen Lieksa i den ekonomiska regionen  Pielinen-Karelen  och landskapet Norra Karelen, i den centrala delen av landet, 400 km nordost om huvudstaden Helsingfors. Öns area är 1,4 hektar och dess största längd är 310 meter i sydöst-nordvästlig riktning.